# Auxa nigritarsis
Auxa nigritarsis là một loài bọ cánh cứng trong họ Cerambycidae.